# Stazione meteorologica di Nus-Saint-Barthélemy
La stazione meteorologica di Nus - Saint-Barthélemy è la stazione meteorologica di riferimento per l'omonima località alpina del territorio comunale di Nus.

## Coordinate geografiche
La stazione meteorologica è situata nell'Italia nord-occidentale, in Valle d'Aosta, nel comune di Nus, in località Saint-Barthélemy, a 1.675 metri s.l.m.

## Dati climatologici
Secondo i dati medi del trentennio 1961-1990, la temperatura media del mese più freddo, gennaio, si attesta a -1,2 °C, mentre quella del mese più caldo, luglio, è di +14,6 °C.
Le precipitazioni medie annue superano di poco i 500 mm, distribuite mediamente in 72 giorni, con un picco molto moderato in primavera, massimi secondari in estate ed autunno inoltrato ed un minimo in inverno .
| Nus-Saint-Barthélemy               | Mesi   | Mesi  | Mesi   | Mesi   | Mesi   | Mesi   | Mesi   | Mesi   | Mesi   | Mesi   | Mesi   | Mesi   | Stagioni | Stagioni | Stagioni | Stagioni | Anno |
| Nus-Saint-Barthélemy               | Gen    | Feb   | Mar    | Apr    | Mag    | Giu    | Lug    | Ago    | Set    | Ott    | Nov    | Dic    | Inv      | Pri      | Est      | Aut      | Anno |
| ---------------------------------- | ------ | ----- | ------ | ------ | ------ | ------ | ------ | ------ | ------ | ------ | ------ | ------ | -------- | -------- | -------- | -------- | ---- |
| T. max. media (°C)                 | 3,4    | 4,0   | 5,8    | 9,0    | 13,3   | 17,5   | 20,4   | 19,5   | 16,6   | 12,4   | 7,1    | 4,7    | 4,0      | 9,4      | 19,1     | 12,0     | 11,1 |
| T. min. media (°C)                 | −5,8   | −5,4  | −3,7   | −1,0   | 3,1    | 6,4    | 8,8    | 8,4    | 5,9    | 2,7    | −1,9   | −4,5   | −5,2     | −0,5     | 7,9      | 2,2      | 1,1  |
| Precipitazioni (mm)                | 29     | 39    | 45     | 34     | 64     | 52     | 42     | 57     | 32     | 58     | 47     | 34     | 102      | 143      | 151      | 137      | 533  |
| Giorni di pioggia                  | 4      | 5     | 6      | 5      | 9      | 8      | 6      | 7      | 6      | 5      | 6      | 5      | 14       | 20       | 21       | 17       | 72   |
| Eliofania assoluta (ore al giorno) | 4,2    | 4,6   | 5,1    | 5,9    | 6,0    | 7,3    | 8,6    | 7,3    | 6,6    | 5,5    | 4,7    | 4,3    | 4,4      | 5,7      | 7,7      | 5,6      | 5,8  |
| Vento (direzione-m/s)              | NW 3,6 | W 3,8 | SW 4,2 | SW 4,6 | SW 4,3 | SW 4,3 | SW 4,6 | SW 4,3 | SW 4,0 | SW 3,7 | SW 3,9 | NW 3,6 | 3,7      | 4,4      | 4,4      | 3,9      | 4,1  |